# Michael z Korutan
Michael z Korutan (?-1534), latinsky Michael a Carinthia, německy Michael von Kärnten, byl původem německý františkán a kronikář působící v české františkánské provincii.

## Život

### Původ, Michael řeholním představeným
Podle svého přídomku pocházel z Korutan, patrně z nějakého méně známého města. Od 20. let 16. století je doloženo jeho působení zmíněné provincie. Jako možná formálně neustanovený sekretář či v podobné funkci však setrvával již okolo roku 1510, kdy začal psát níže zmíněnou kroniku. V letech 1522 až 1524 jej prameny uvádí jako provinčního kustoda a současně člena čtyřčlenného řídícího sboru provincie – definitoria.

### Zásah proti „luteránským františkánům“
Roku 1523 vyzval Michaela z Korutan provinciál František z Bavor, aby vyřešil situaci se dvěma jemnickými františkány, kteří konvertovali k luteránství, odmítali katolickou liturgii a skrze kázání šířili novou konfesi. Jednalo se o Benedikta z Plzně, jenž mohl být potenciálně totožný s hymnografem Klimentem Bosákem a snad též Bernardem z Radenberka. Umlčet řeholní konvertity, nejspíš formou klášterního vězení, se však Michaelovi nepodařilo. Bratr Benedikt dál pokračoval dál v hlásání luteránského učení, tentokrát v jindřichohradeckém františkánském klášteře. Zřejmě další pokus učinil Michael z Korutan roku 1524, kdy byl kromě provinčního kustoda rovněž kvardiánem konventu v Bechyni. Rozhodl se pro razantnější řešení, aby neposlušného bratra izoloval v znojemském klášterním vězení. Spolu s dalšími bechyňskými františkány a s ozbrojeným doprovodem z domovského města násilně přepadl jindřichohradecký klášter. Zatímco stíhanému kazateli se podařilo uprchnout, byli ostatní hradečtí řeholníci celou posádkou zajati. Skandál následně řešili nejen bechyňští rychtáři Jan II. ze Šternberka (†1528), Jindřich VII. z Rožmberka (†1526), nebo místní pán Adam I. z Hradce, ale i sám král Ludvík. Jak zřejmě přímo sám Michael popisuje v níže zmíněné kronice, byl na úprku spolu s dalšími již v blízkosti Bechyně zajat a zavřen do temné kobky. S pomocí dalších lidí však uprchl.

### Představeným provincie a spory v ní
Za zmínku stojí, že ani zmíněná násilná akce v Bechyni, řízená z velké části Michaelem z Korutan, jež jistě nezůstala v utajení mezi ostatními řeholníky, mu neubrala na popularitě mezi řeholníky shromážděnými na provinčních kapitulách. Na nejbližší následující setkání v červnu 1524 v Kadani se sice Michael ani František z Bavor nedostavili z obavy před možným zatčením světskými pány (konkrétně Adamem z Hradce), přesto zde byl Michael znovu zvolen provinčním kustodem, přesněji „kustodem kustodů“ a současně kustodem nově zřízené moravské františkánské kustodie. Michaelova popularita i přes jeho kontroverzní kroky naznačuje, jak velkou existenční hrozbu již v té době františkáni v Lutherově reformaci spatřovali. Na následující kapitule v září 1526 v plzeňském klášteře byl Michael z Korutan zvolen přítomnými bratřími na další dva roky provinciálem (provinčním ministrem). Situace v řádu ale nadále nebyla jednoduchá. Na další provinční kapitule v říjnu 1528 v Jemnici vypukl blíže nespecifikovaný spor mezi Michaelem jakožto dosavadním provinciálem a vizitátorem ze zahraniční provincie. Příčinou snad byla stále masivní konverze bratří k luterství nebo snad též používané praktiky vůči nim. Přes svůj tvrdší postup proti nekatolíkům (nebo snad právě pro něj) byl bratr Michael na této kapitule opět zvolen kustodem kustodů pro léta 1528 až 1531. Nato byl podruhé zvolen provinciálem v srpnu 1531 v Brně a potřetí na následující řádové kapitule roku 1533 v Kadani. Měl se stát rovněž vyslancem k papeži a jiným světským „knížatům“, zřejmě rovněž pro informování nebo přimlouvání se v záležitostech šířící se reformace. Českou františkánskou provincii tak řídil až do následujícího roku 1534, kdy se ale již srpnové kapituly v Horažďovicích nedočkal. 4. srpna 1534 františkán Michael z Korutan zemřel, patrně v bechyňském nebo plzeňském klášteře. Pozdějšími františkánskými dějepisci byl charakterizován jako „velmi vytrvalý v řeholní disciplíně a dokonalý ve [svých] názorech.“

## Dílo
Michael z Korutan je považován za autora první části kroniky františkánů observantů Chronica Fratrum Minorum de Observancia Provincie Bohemie, která zachycuje události v době od 15. století a s přispěním dalších autorů pokračuje až do roku 1741. Bratr Michael kroniku sepisoval v letech 1510–1521 (strana 1–237), po něm pokračovali do roku 1553 dva další anonymní písaři (s. 238–438) a následují doplňky ze 17. a první poloviny 18. století (s. 348–453). Rukopis vznikal ve slezském a moravském prostředí (Vratislav a Olomouc). Jako hlavní pramen k obecným dějinám františkánské observance posloužila Michaelovi z Korutan kronika italského observanta Bernardina z Akvily, pro starší vývoj českého prostředí pak mimo jiné rukopis „De novella plantatione Provincie Austrie, Bohemie et Polonie“ sepsaný po roce 1505 Eberhardem Ablauffem de Rheno.V kronice je popsán bouřlivý rozvoj františkánské observance v italských provinciích v první polovině 15. století, Kapistránova kazatelská mise ve střední a východní Evropě (1451–1456), založení českého observantského vikariátu (1452) a jeho nejstarší dějiny. Velice zevrubně kniha popisuje především jednání provinčních kapitul, a v podstatě tak představuje neoficiální akta českého observantského vikariátu a provincie, jejíž obsah byl definitory oficiálně kontrolován. Jako interní řádový materiál, či snad také pro uvedené informace ohledně aktivit františkánů proti luteránství (jež mohly bratřím ze strany šlechty i měšťanů uškodit) neměla být kniha přístupná světským osobám. Počátek textu na první straně uvozuje iniciála P s rostlinnými motivy se zlatými koulemi. Tvarování a styl jejího akantu odpovídá soudobým františkánským rukopisům Slezska, Moravy a Čech z počátku 16. století.
Kroniku jako cenný pramen zejména raného vývoje františkánů v českých zemích uchovával ještě přinejmenším počátkem 30. let 20. století Provinční archiv českých františkánů v konventu u P. Marie Sněžné v Praze. Za nejasných okolností následně rukopis skončil v sbírce plzeňského arciděkana a sběratele Aloise Černého (1890–1964). Kroniku získala zřejmě z pozůstavilosti sběratelova příbuzná Marie Černá, od níž ji v roce 1971 odkoupilo Národní muzeum.
Dle textů kroniky a svých často ironických glos se Michael z Korutan ve františkánském řádu „zřetelně stavěl na stranu antiintelektuálů, kteří ve vzdělání viděli hrozbu pro františkánskou observanci.“ Například posléze neúspěšné snahy založit v české provincii centrální řádové provinční studium Michael lakonicky okomentoval, že by bylo „v rozporu s úmyslem našich svatých otců“. Z jazykového hlediska byl Michael Němec. Soudobé nacionálně motivované spory mezi německými, polskými a italskými františkány hodnotí celkem střízlivě, zato konfliktům mezi Čechy a Němci věnuje ve svém textu zásadní místo a stavěl se na německou stranu.